# Zenon Grocholewski

Kardynał Grocholewski wraz ze wspólnotą Seminarium św. Tomasza z Akwinu w Nairobi (2012)

Zenon Grocholewski (ur. 11 października 1939 w Bródkach, zm. 17 lipca 2020 w Rzymie) – polski duchowny rzymskokatolicki, doktor prawa kanonicznego, biskup od 1983, arcybiskup od 1991, kardynał od 2001 (najpierw w stopniu diakona, w 2011 promowany do stopnia prezbitera), sekretarz Najwyższego Trybunału Sygnatury Apostolskiej w latach 1982–1998, prefekt Najwyższego Trybunału Sygnatury Apostolskiej w latach 1998–1999, prefekt Kongregacji ds. Edukacji Katolickiej w latach 1999–2015.

## Życiorys

### Młodość i wykształcenie
Urodził się 11 października 1939 w Bródkach, dokąd z Sępolna w pierwszych tygodniach II wojny światowej przeniosła się jego rodzina. Po zakończeniu działań wojennych wraz z rodziną osiadł w Miedzichowie. Był trzecim z czworga dzieci Stanisława i Józefy z domu Stawińskiej, jego bratem był inżynier Stefan Grocholewski. Od 1953 kształcił się w Niższym Seminarium Duchownym w Wolsztynie.
W latach 1957–1963 odbył studia w Arcybiskupim Seminarium Duchownym w Poznaniu. Święceń diakonatu udzielił mu 27 maja 1962 w archikatedrze poznańskiej miejscowy arcybiskup metropolita Antoni Baraniak, który 26 maja 1963 w tym samym miejscu wyświęcił go na prezbitera. Inkardynowany został do archidiecezji poznańskiej.
W latach 1966–1972 kontynuował studia w zakresie prawa kanonicznego na Papieskim Uniwersytecie Gregoriańskim w Rzymie, uzyskując w 1968 licencjat (za pracę otrzymał złoty medal uczelni), a w 1972 doktorat na podstawie dysertacji De exclusione indissolubilitatis ex consensu matrimoniali eiusque probatione. Considerationes super recentiores sententias rotales (nagrodzoną złotym medalem papieskim). W latach 1968–1969 i 1972–1974 kształcił się w Studium Rotalnym, zdobywając dyplom adwokata rotalnego. W międzyczasie odbył kursy językowe we Francji i Niemczech.

### Prezbiter
W latach 1963–1966 był wikariuszem w parafii Chrystusa Odkupiciela w Poznaniu. W czasie studiów rzymskich posługiwał jako duszpasterz we Włoszech i Niemczech. Od 1972 pracował w Najwyższym Trybunale Sygnatury Apostolskiej, najpierw jako notariusz, od 1977 pełniący obowiązki kanclerza, a od 1980 kanclerz. W 1977 został obdarzony godnością kapelana Jego Świątobliwości.

### Działalność naukowo-dydaktyczna
W latach 1975–1999 na Wydziale Prawa Kanonicznego Papieskiego Uniwersytetu Gregoriańskiego prowadził zajęcia z kanonicznego prawa procesowego, a początkowo także z kanonicznego prawa małżeńskiego. W latach 1980–1984 był wykładowcą kanonicznego prawa administracyjnego na Wydziale Prawa Kanonicznego Papieskiego Uniwersytetu Laterańskiego. Natomiast w latach 1986–1998 wykładał sprawiedliwość administracyjną w Studium Rotalnym. Ponadto w latach 1974–1982 uczestniczył w organizowaniu międzynarodowych kursów Renovationis canonicae pro iudicibus na Papieskim Uniwersytecie Gregoriańskim.
Był członkiem Międzynarodowego Stowarzyszenia Studiów Prawa Kanonicznego (od 1970), Towarzystwa Naukowego Katolickiego Uniwersytetu Lubelskiego (od 1983), Międzynarodowego Stowarzyszenia Studiów Prawa Kościołów Wschodnich (od 1987), Stowarzyszenia Kanonistów Polskich (od 1992) i Międzynarodowego Stowarzyszenia Naukowego „Winfried Schulz” (od 1996).
W działalności naukowej zajmował się zagadnieniami z zakresu kanonicznego prawa procesowego i prawa małżeńskiego, filozofii prawa, kultury i edukacji. Opublikował ponad 1500 prac w ponad 20 językach.

### Biskup
21 grudnia 1982 papież Jan Paweł II mianował go sekretarzem Najwyższego Trybunału Sygnatury Apostolskiej i prekonizował biskupem tytularnym Acropolis. Święcenia biskupie otrzymał 6 stycznia 1983 w bazylice św. Piotra w Rzymie. Konsekrował go Jan Paweł II, któremu asystowali arcybiskupi Eduardo Martínez Somalo, substytut ds. ogólnych w Sekretariacie Stanu, i Duraisamy Simon Lourdusamy, sekretarz Kongregacji ds. Ewangelizacji Narodów. Jako dewizę biskupią przyjął słowa „Illum oportet crescere” (On ma wzrastać). 16 grudnia 1991 został wyniesiony do godności arcybiskupa. 5 października 1998 został mianowany prefektem Najwyższego Trybunału Sygnatury Apostolskiej, co łączyło się z objęciem obowiązków przewodniczącego Sądu Kasacyjnego Państwa Watykańskiego.
15 listopada 1999 Jan Paweł II przeniósł go na stanowisko prefekta Kongregacji ds. Edukacji Katolickiej. Z urzędu został wielkim kanclerzem Papieskiego Uniwersytetu Gregoriańskiego, a także Papieskich Instytutów: Biblijnego, Muzyki Sakralnej, Archeologii Chrześcijańskiej oraz Studiów Arabskich i Islamskich. Równocześnie objął funkcję patrona Papieskiego Wyższego Instytutu Łaciny. Na stanowisku prefekta Kongregacji ds. Edukacji Katolickiej był potwierdzany przez kolejnych papieży: Benedykta XVI 21 kwietnia 2005 i Franciszka 16 marca 2013, który 31 marca 2015 przyjął jego rezygnację z urzędu prefekta.
21 stycznia 2001 papież Jan Paweł II zapowiedział włączenie go do Kolegium Kardynałów, a na konsystorzu 21 lutego 2001 kreował kardynałem diakonem kościoła św. Mikołaja w Więzieniu. Swój kościół tytularny objął 12 maja 2001. Na konsystorzu 21 lutego 2011 został promowany do stopnia kardynała prezbitera, a jego diakonia św. Mikołaja w Więzieniu stała się czasowo kościołem prezbiterialnym. Uczestniczył w konklawe w 2005, na którym został wybrany papież Benedykt XVI, i w konklawe w 2013, zakończonym wyborem papieża Franciszka. 11 października 2019, ukończywszy 80 lat, utracił prawo do udziału w przyszłych konklawe.
Brał udział w pracach nad Kodeksem Prawa Kanonicznego z 1983, reformą Kurii Rzymskiej z 1988 i Prawem Fundamentalnym Państwa Watykańskiego z 2000. W latach 1983–1999 zasiadał w Komisji Dyscyplinarnej Kurii Rzymskiej, w latach 1984–2000 był konsultorem Papieskiej Rady ds. Tekstów Prawnych, w latach 1988–1999 pełnił funkcję przewodniczącego Komisji dotyczącej Adwokatów Stolicy Apostolskiej i przy Kurii Rzymskiej, a w latach 1989–2001 wchodził w skład Papieskiego Komitetu ds. Międzynarodowych Kongresów Eucharystycznych. W latach 1999–2013 zajmował stanowiska prezesa: Papieskiego Dzieła Powołań Kapłańskich, Permanentnej Komisji Interdykasterialnej dotyczącej Formacji Kandydatów do Święceń oraz Permanentnej Komisji Interdykasterialnej ds. Równomiernego Rozmieszczenia Kapłanów w Świecie. W latach 2005–2016 był członkiem Kongregacji ds. Kultu Bożego i Dyscypliny Sakramentów, a w latach 2006–2017 Kongregacji ds. Ewangelizacji Narodów. W 1999 został członkiem Kongregacji ds. Biskupów, w 2000 Papieskiej Rady ds. Tekstów Prawnych, w 2001 Kongregacji Nauki Wiary, w 2006 Najwyższego Trybunału Sygnatury Apostolskiej, w 2015 Kolegium ds. Rozpatrywania Odwołań do Sesji Zwyczajnej przy Kongregacji Nauki Wiary, zajmującego się odwoływaniami w sprawach najcięższych przestępstw popełnianych przez duchownych, a w 2017 sędzią Sądu Kasacyjnego Państwa Watykańskiego. Brał udział w Synodach Biskupów w latach 1998, 2001, 2005, 2008, 2009. W latach 2003–2010 należał do Rady Specjalnej dla Oceanii Sekretariatu Generalnego Synodu Biskupów.
Pełnił funkcję postulatora w procesach beatyfikacyjnych związanych z archidiecezją poznańską Edmunda Bojanowskiego (od 1984) i siostry Sancji Szymkowiak (od 1985).
W 2004 konsekrował sekretarza Kongregacji ds. Edukacji Katolickiej Johna Michaela Millera (2004). Jako współkonsekrator brał udział w sakrach: biskupa pomocniczego turyńskiego Piera Giorgia Micchiardiego (1991), biskupa pomocniczego poznańskiego Marka Jędraszewskiego (1997), prefekta Domu Papieskiego Georga Gänsweina (2013), nuncjusza apostolskiego w Nikaragui Fortunatusa Nwachukwu (2013), nuncjusza apostolskiego w Gwatemali Nicolasa Thévenina (2013) i sekretarza Kongregacji ds. Edukacji Katolickiej Angela Vincenza Zaniego (2013).
Zmarł 17 lipca 2020 w Rzymie. 18 lipca 2020 w bazylice św. Piotra została odprawiona msza żałobna pod przewodnictwem kardynała Leonarda Sandriego, subdziekana Kolegium Kardynałów, po której papież Franciszek odprawił egzekwie żałobne. 25 lipca 2020 został pochowany w archikatedrze poznańskiej. Mszy pogrzebowej przewodniczył delegat papieski kardynał Konrad Krajewski, a obrzędom złożenia trumny do krypty przewodniczył Stanisław Gądecki, arcybiskup metropolita poznański.

## Odznaczenia i wyróżnienia
Postanowieniem prezydenta RP Lecha Kaczyńskiego z 9 listopada 2009 został odznaczony Krzyżem Komandorskim z Gwiazdą Orderu Odrodzenia Polski. W 2003 otrzymał chilijski Krzyż Wielki Orderu Zasługi, a w 2005 Wielki Krzyż Zasługi z Gwiazdą i Wstęgą Orderu Zasługi Republiki Federalnej Niemiec.
W 2016 uhonorowano go odznaką honorową „Zasłużony dla Kultury Polskiej” przyznaną przez Ministra Kultury i Dziedzictwa Narodowego, a w 2017 medalem „Pro Patria” nadanym przez Szefa Urzędu do Spraw Kombatantów i Osób Represjonowanych. Przyznano mu też odznaczenia ministerstw edukacji: słowacki Wielki Medal św. Gorazda w 2000 i francuski Order Palm Akademickich w klasie Komandora w 2009.
Zostały mu nadane honorowe obywatelstwa Poznania (2006), Ciechocinka (2006) i gminy Lwówek (2017), a także Trenton (1988) i Princeton (1992) w Stanach Zjednoczonych, Agropoli (1992) i Spezzano Albanese (2012) we Włoszech oraz słowackiej Lewoczy (1997). Ponadto otrzymał medal „Ad Perpetuam Rei Memoriam” Wojewody Wielkopolskiego (2005), medal „Merito de Wratislavia – Zasłużony dla Wrocławia” przyznany przez Prezydenta Miasta Wrocławia (2009) i odznakę honorową „Za zasługi dla województwa wielkopolskiego” (2017), a także odznakę miasta Roggiano Gravina we Włoszech (2008), Nagrodę Prezydenta Rużomberku na Słowacji (2013) i tytuł „Znakomitego Gościa” od Prezydenta Salamanki w Hiszpanii (2015).
Tytuł doktora honoris causa przyznały mu: w Polsce – Akademia Teologii Katolickiej w Warszawie (1998), Katolicki Uniwersytet Lubelski (1999), Uniwersytet im. Adama Mickiewicza w Poznaniu (2004), Uniwersytet Śląski w Katowicach (2010), Uniwersytet Przyrodniczy w Poznaniu (2018) i Uniwersytet Papieski Jana Pawła II w Krakowie (2019), w Niemczech – Uniwersytet w Pasawie (2001) oraz Uniwersytet Ludwika i Maksymiliana w Monachium (2017), w Wielkiej Brytanii – Uniwersytet w Glasgow (2001), na Słowacji – Uniwersytet Komeńskiego w Bratysławie (2002) i Uniwersytet Katolicki w Rużomberku (2013), w Argentynie – Papieski Uniwersytet Katolicki w Buenos Aires (2002) i Katolicki Uniwersytet w Salcie (2013), na Tajwanie – Uniwersytet Fu Jen w Tajpej (2003), w Rumunii – Uniwersytet Bukareszteński (2006), Uniwersytet Babeșa i Bolyaia w Klużu-Napoce (2009) oraz Uniwersytet Aleksandra Jana Cuzy w Jassach (2010), w Chorwacji – Uniwersytet Josipa Juraja Strossmayera w Osijeku (2007), w Stanach Zjednoczonych – Uniwersytet Fordham (2008), w Brazylii – Uniwersytet Katolicki w Goiás (2009), w Hiszpanii – Walencki Katolicki Uniwersytet „San Vicente Mártir” (2009), w Kenii – Katolicki Uniwersytet Wschodniej Afryki w Nairobi (2010), na Węgrzech – Katolicki Uniwersytet Pétera Pázmánya w Budapeszcie (2010), w Wenezueli – Uniwersytet Katolicki del Táchira w San Cristóbal (2012) i w Chile – Papieski Uniwersytet w Valparaiso (2013).
Został uhonorowany także Złotym Laurem Uniwersytetu Warmińsko-Mazurskiego w Olsztynie (2009), Laurem Akademickim Papieskiego Wydziału Teologicznego we Wrocławiu (2009), złotym medalem Bene Merenti Uniwersytetu Papieskiego Jana Pawła II w Krakowie (2014). Otrzymał także Wielki Krzyż – Wybitna Osobowość Akademicka przyznany przez Akademię Hiszpanoamerykańską Nauk Humanistycznych i Ścisłych w Bogocie w Kolumbii (2005).
Przyznano mu tytuł honorowego członka Papieskiej Akademii św. Tomasza z Akwinu (2001), Papieskiej Akademii Teologicznej (2001), Akademii Hiszpanoamerykańskiej Nauk Humanistycznych i Ścisłych w Bogocie (2005), Stowarzyszenia Kanonistów Słowacji (1992), Stowarzyszenia Kanonistów Włoskich (1998), Stowarzyszenia Kanonistów Polskich (1999) i Polskiego Towarzystwa Mariologicznego (2017), a także Towarzystwa im. Hipolita Cegielskiego (2006).
Został laureatem Międzynarodowej Nagrody Bonifacego VIII przyznanej przez Accademia Bonifaciana w Anagni (2005), Nagrody Międzynarodowej „Mons. Pompeo Sarnelli” w dziedzinie kościelnej (2010), Nagrody Międzynarodowej „Tu es Petrus” od Katolickiego Stowarzyszenia Międzynarodowego „Tu es Petrus” (2012), Nagrody im. Księdza Idziego Radziszewskiego Towarzystwa Naukowego KUL za rok 2012, Nagrody im. Bogdana Jańskiego przyznanej przez Konwent Szkoły Wyższej im. Bogdana Jańskiego w Warszawie (2013), Międzynarodowej Nagrody im. Ojca Pio z Pietrelciny (2014) i Diamentowego Feniksa 2017 przyznanego przez Stowarzyszenie Wydawców Katolickich.
Ponadto otrzymał medal honorowy Polonia Semper Fidelis (1998), statuetkę Złotego Hipolita wraz z godnością Wybitnej Osobistości Pracy Organicznej od Towarzystwa im. Hipolita Cegielskiego (2001), Złoty Medal za Zasługi od Stowarzyszenia Kulturowego „Nuovo Club Roma 2000” (2002), Medal prof. Leonarda Lorentowicza nadany przez Kapitułę Stowarzyszenia Przyjaciół Ciechocinka (2004), Wielki Krzyż Fundacji Uniwersyteckiej św. Marcina w Bogocie (2005), Komandorię Missio Reconciliationis przyznaną przez Zarząd Krajowy Ogólnopolskiego Stowarzyszenia Społecznego „Misja Pojednania” (2010), Złoty Medal „Za zasługi dla Związku Oficerów Rezerwy Rzeczypospolitej Polskiej im. Marszałka Józefa Piłsudskiego” (2015) oraz odznakę „Za Wybitne Zasługi dla Związku Kombatantów RP i Byłych Więźniów Politycznych” (2018).